# ОШ „Вук Караџић” Црвенка
ОШ „Вук Караџић” Црвенка једна је од основних школа у општини Кула. Налази се на адреси Трг Душка Трифуновића, број 7, у месту Црвенка.

## Историјат
Основна школа “Вук Караџић” је настала 1981. године. Поред матичне школе у Црвенки, настава се изводи и у издвојеном одељењу у Новој Црвенки.
Школа са именом Вука Караџића има традицију дугу више од четврт века, а корени описмењавања досежу у ране године двадесетог века. Школа је настала 1. априла 1981. године спајањем две мање основне школе: "Јован Јовановић Змај" и "Бранко Радичевић". Обе школе биле су смештене у новим зградама, са много простора за сву децу, кабинетску наставу и добру организацију рада. Нова школа од хиљаду ученика и осамдесет запослених, настала 1981. године добила је име "Вук Караџић".
Данас се рад у школи одвија у три школске зграде и то: у згради на адреси Моше Пијаде бр. 30 где наставу похађају ученици од 1. до 4. разреда, у згради на адреси Трг Душка Трифуновића бр. 7, ученици од 5. до 8. разреда и једно издвојено комбиновано одељење у Новој Црвенки на адреси Маршала Тита бр. 1.
Настава се у школи одвија у две смене. Од страних језика уче се енглески језик и немачки. У оквиру школе, ученицима су на располагању следеће секције: саобраћајна, рибловачка, рецитаторска и драмска, фолклор, географска секција.